# WTA Lyon Open 2021
Giải quần vợt Lyon Mở rộng 2021 (còn được biết đến với Open 6ème Sens — Métropole de Lyon vì lý do tài trợ) là một giải quần vợt nữ thi đấu trên mặt sân cứng trong nhà. Đây là lần thứ 2 giải WTA Lyon Open được tổ chức và là một phần của WTA 250 trong WTA Tour 2021. Giải đấu diễn ra tại Halle Tony Garnier ở Lyon, Pháp, từ ngày 1 đến ngày 7 tháng 3 năm 2021.

## Điểm và tiền thưởng

### Phân phối điểm
| Sự kiện | VĐ  | CK  | BK  | TK | Vòng 1/16 | Vòng 1/32 | Q  | Q2 | Q1 |
| Đơn     | 280 | 180 | 110 | 60 | 30        | 1         | 18 | 12 | 1  |
| Đôi     | 280 | 180 | 110 | 60 | 1         | —         | —  | —  | —  |

### Tiền thưởng
| Sự kiện | VĐ      | CK      | BK     | TK     | Vòng 1/16 | Vòng 1/321 | Q2     | Q1     |
| Đơn     | €23,548 | €13,224 | €8,145 | €4,677 | €2,963    | €2,157     | €1,575 | €1,024 |
| Đôi*    | €8,306  | €4,838  | €3,064 | €1,854 | €1,412    | —          | —      | —      |

1Tiền thưởng vượt qua vòng loại cũng là tiền thưởng vòng 1/32.

*mỗi đội

## Nội dung đơn

### Hạt giống
| Quốc gia | Tay vợt               | Xếp hạng1 | Hạt giống |
| -------- | --------------------- | --------- | --------- |
| RUS      | Ekaterina Alexandrova | 33        | 1         |
| FRA      | Fiona Ferro           | 45        | 2         |
| FRA      | Caroline Garcia       | 46        | 3         |
| FRA      | Kristina Mladenovic   | 51        | 4         |
| FRA      | Alizé Cornet          | 58        | 5         |
| ROU      | Sorana Cîrstea        | 67        | 6         |
| ESP      | Paula Badosa          | 73        | 7         |
| NED      | Arantxa Rus           | 78        | 8         |

- 1 Bảng xếp hạng vào ngày 22 tháng 2 năm 2021.[1]

### Vận động viên khác
Đặc cách: 
- Eugenie Bouchard
- Clara Burel
- Harmony Tan

Bảo toàn thứ hạng:
- Mihaela Buzărnescu
- Vera Lapko

Vượt qua vòng loại:
- Magdalena Fręch
- Margarita Gasparyan
- Giulia Gatto-Monticone
- Viktorija Golubic
- Tereza Martincová
- Clara Tauson

### Rút lui
Trước giải đấu
- Zarina Diyas → thay thế bởi  Katarzyna Kawa
- Kirsten Flipkens → thay thế bởi   Stefanie Vögele
- Coco Gauff → thay thế bởi  Irina Bara
- Kaja Juvan → thay thế bởi  Katarina Zavatska
- Marta Kostyuk → thay thế bởi  Greet Minnen
- Kateryna Kozlova → thay thế bởi  Océane Dodin
- Nadia Podoroska → thay thế bởi  Wang Xiyu

## Nội dung đôi

### Hạt giống
| Quốc gia | Tay vợt               | Quốc gia | Tay vợt            | Xếp hạng1 | Hạt giống |
| -------- | --------------------- | -------- | ------------------ | --------- | --------- |
| SVK      | Viktória Kužmová      | NED      | Arantxa Rus        | 130       | 1         |
| JPN      | Makoto Ninomiya       | CZE      | Renata Voráčová    | 132       | 2         |
| USA      | Kaitlyn Christian     | USA      | Sabrina Santamaria | 146       | 3         |
| RUS      | Ekaterina Alexandrova | RUS      | Yana Sizikova      | 226       | 4         |

- Bảng xếp hạng vào ngày 8 tháng 2 năm 2021.

### Vận động viên khác
Đặc cách:
- Loïs Boisson /  Juline Fayard
- Amandine Hesse /  Elixane Lechemia

Bảo toàn thứ hạng:
- Vera Lapko /  Aliaksandra Sasnovich
- Alexandra Panova /  Rosalie van der Hoek

### Rút lui
Trước giải đấu
- Natela Dzalamidze /  Cornelia Lister → thay thế bởi  Margarita Gasparyan /  Cornelia Lister

## Nhà vô địch

### Đơn
- Clara Tauson đánh bại  Viktorija Golubic 6–4, 6–1.

### Đôi
- Viktória Kužmová /  Arantxa Rus đánh bại  Eugenie Bouchard /  Olga Danilović 3–6, 7–5, [10–7].